# 平塚万貴
平塚 万貴（ひらつか まき、1998年8月11日 - ）は、福岡県出身の女子サッカー選手。ポジションはミッドフィールダー。

## 来歴

### クラブ
2017年に日ノ本学園高校からINAC神戸レオネッサに入団。
2018年8月に岡山湯郷Belleに期限付き移籍。11月にINAC神戸レオネッサに復帰。
2019年にバニーズ京都SCに移籍。
バニーズ京都で1年プレーした後、2020年には愛媛FCレディースに移籍。
2024年にASハリマアルビオンに移籍。
同年7月に愛媛FCレディースに復帰。

### 代表
2014年2月に、U-17女子ワールドカップに臨むU-17日本代表に選出された。大会では4試合に出場、フル出場したグループステージのパラグアイ戦では1得点を決めた。

## 代表歴
- U-17日本代表
  - 2014 FIFA U-17女子ワールドカップ; 優勝（4試合1得点）